# Журавль (поэма)
«Журавль» — поэма русского поэта-футуриста Велимира Хлебникова, написанная в 1909 году. Впервые частично опубликована в 1910 году в сборнике «Садок судей» петербургского издательства «Журавль». В основе сюжета произведения — образ «журавля», представляющий собой аллегорию на научно-технический прогресс. Идея поэмы выражается в критике человеческой цивилизации, капиталистических отношений, а также процессов индустриализации и урбанизации.